# زنوتارسوسور
زنوتارسوسور (نام علمی: Xenotarsosaurus) یا بیگانه‌مچ‌خزنده یا بیگانه‌مچ‌سور نام یک سرده از کلاد ددپایان است.